# Gaie France
Gaie France, ou Gaie France Magazine, est un magazine mensuel français homosexuel fondé en 1986 par Michel Caignet et disparu en 1993.

## Historique
Vendu en kiosques, Gaie France se veut une revue homosexuelle à ambitions culturelles et politiques proche de la Nouvelle Droite. Son directeur de publication, Michel Caignet, ancien membre de la FANE, estime que « la communauté gaie a un rôle à jouer dans la perspective d’un renouveau culturel, politique et artistique au sein de la civilisation européenne ».
Le magazine est considéré comme l'une des principales expressions de la sensibilité d'extrême droite au sein des médias homosexuels français.
Paul Raisant anime une Association des amis de Gaie France, qui édite un numéro d'un bulletin nommé Sparte, homosexualité et tradition en 1987.
Gaie France Magazine est interdit à la vente aux mineurs, par arrêté ministériel du 27 mai 1992, pour « incitation à la pédophilie ». Gaie France cesse sa parution en 1993.
Le Gay Pavois continue ce courant jusqu'à sa disparition en 1994, puis est remplacé par Complices en 1995.
En 1995, le créateur de Gaie France est mis en cause par la justice dans une affaire de revente de vidéo-cassettes pédophiles provenant de Colombie. Une quarantaine d'acheteurs, sur plusieurs milliers, sont arrêtés.

## Collaborateurs
Parmi les collaborateurs réguliers ou occasionnels de Gaie France, on compte :
- Claude Courouve ;
- Guillaume Faye[4] ;
- Pierre Gripari ;
- Philippe Randa[4].